# South Yunderup
South Yunderup ist eine Ortschaft mit gut 3000 Einwohnern im australischen Bundesstaat Western Australia. Der Ort liegt im Verwaltungsgebiet (LGA) Shire of Murray am Ende des von Perth kommenden Kwinana Freeways, zwischen Pinjarra und der Küstenstadt Mandurah.
Sehenswert ist die Mündung des Murray River über das Ästuar-System Peel-Harvey Estuary in den Indischen Ozean.